# Rudolf Christoph Eucken
Rudolf Christoph Eucken (Aurich, Oost-Friesland, 5 januari 1846 – Jena, Thüringen, 15 september 1926) was een Duitse filosoof en winnaar van de Nobelprijs voor Literatuur in 1908.

## Biografie
Eucken werd geboren in 1846 in Aurich in het koninkrijk Hannover, in het huidige Duitsland. In zijn kindertijd was zijn gezondheid zeer problematisch. Als baby slikte hij op de schoot van zijn moeder een hangslot in, waarna hij aanvankelijk door de artsen werd opgegeven. Daarna kreeg hij roodvonk, die ernstige woekeringen op zijn hoornvlies veroorzaakte. Dankzij een nieuwe therapie werd hij uiteindelijk niet blind, maar de rest van zijn leven bleef hij last houden van slechte ogen. Op het gymnasium, dat hij moeiteloos doorliep, bleek zijn wiskundige begaafdheid en zijn belangstelling voor religieuze vraagstukken. Hij had een afkeer van elke neiging tot orthodoxie en vroeg zich af, waarom God zelf de mensen niet naar zich toe haalde en het kwaad van hen afwentelde. Hij studeerde aan de Universiteit van Göttingen filosofie en filologie en promoveerde op een combinatie van beide disciplines in 1866 over Aristoteles. Hij werkte daarna vijf jaar als docent aan gymnasia in Berlijn, Husum en Frankfurt, waarna hij in 1871 werd aangeworven als professor in de filosofie aan de Universiteit van Bazel in Zwitserland. Hij hield zich hier vooral bezig met cultuurfilosofisch onderzoek en kreeg zo'n grote belangstelling voor het socialisme, dat hij overwoog zich geheel te wijden aan het oplossen van sociale vraagstukken. Hij bleef werkzaam aan deze universiteit tot 1874, waarna hij een gelijkwaardige positie aanvaardde aan de universiteit van Jena in Duitsland. Hier schreef hij vele publicaties over zijn om godsdienst, geschiedenis, cultuur en ethiek cirkelende denkbeelden, die hem tot een vooraanstaande figuur in het internationale geestesleven maakten. Deze functie bleef hij uitoefenen tot zijn emeritaat in 1920. In 1882 trouwde hij en kreeg twee zonen. Een van zijn zonen, Walter Eucken, werd de grondlegger van het neoliberale economische denken.
Dat Eucken in 1908 de Nobelprijs kreeg, had hij vooral te danken aan zijn internationale bekendheid. Sindsdien ontving hij van diverse universiteiten eredoctoraten. Zijn filosofie, die vooral op idealisme was gebaseerd, sloot nauw aan bij het idealisme, dat in de jaren na de Eerste Wereldoorlog heerste onder de mensheid, toen iedereen overtuigd was van de volkenbondgedachte, vreedzaam overleg, algehele ontwapening etc. Toen deze idealen daarna werden ontluisterd door de voorboden van de Tweede Wereldoorlog, raakte Eucken geheel in vergetelheid.

## Filosofie
Zijn filosofie was gebaseerd op de menselijke ervaring, waarbij hij verdedigde dat mensen een ziel hebben en dat deze ziel het kruispunt vormt tussen natuur en geest. Hij geloofde dat mensen hun niet-spirituele natuur moesten overwinnen door aanhoudende inspanningen te leveren om een spiritueel leven te bereiken. Deze positie noemde hij Ethisch activisme in zijn Sinn und Wert des Lebens. De geest staat boven de natuur en het is voor Eucken ontoelaatbaar deze werelden met elkaar te versmelten. De geestelijke werkelijkheid moet dan niet zozeer intellectualistisch, maar ethisch worden geïnterpreteerd.De geest krijgt weliswaar te maken met harde tegenkrachten, maar zij laat zich niet breken. Dit geloof aan de universaliteit van de spiritualiteit zorgde vooral voor zijn internationale, zij het kortstondige, roem.In Der Wahrheitsgehalt der Religion wil hij ook de conceptie van God als persoon in de richting van de geest overschrijden, want de godsgedachte betekent voor hem "niets anders dan absoluut geestesleven, het geestesleven in zijn verhevenheid boven elke beperking door de mensen en de ervaringswereld, het geestesleven dat het volledige bij-zich-zelf-zijn en tegelijk de ontspanning van elke werkelijkheid bereikt." Het probleem van de arbeid en de arbeidscultuur beschrijft Eucken in Zur Sammlung der Geister en hij is daarmee een van de weinige filosofen, naast Hegel, Marx en Simmel, die zich hiermee heeft beziggehouden. Hij stelt vast, dat de toenemende eisen van arbeid op de mens een gevaar inhoudt voor de menselijkheid, die we tegenwoordig vervreemding noemen. De mens moet weliswaar arbeiden, maar hij is meer dan arbeider en moet ook de gelegenheid hebben om tot hogere bestemmingen te komen. In zijn autobiografie zegt hij aan het slot samenvattend over zijn denkbeelden: "De eigenaardigheid van mijn streven, mijn onophoudelijke strijd voor een versterking van het innerlijk leven en voor een zelfstandige geesteswereld, heeft met zich meegebracht, dat ik voortdurend in conflict kwam met de gegeven toestanden en verhoudingen."